# Eichen (Hummeltal)
Eichen (ⓘ) ist ein Gemeindeteil der Gemeinde Hummeltal im Landkreis Bayreuth (Oberfranken, Bayern). Eichen liegt in der Gemarkung Creez.

## Geografie
Die ehemalige Einöde lag an der Mistel und ist heute Pottensteiner Straße Nr. 29 des Gemeindeteils Creez.

## Geschichte
Von 1797 bis 1810 unterstand der Ort dem Justiz- und Kammeramt Bayreuth. Mit dem Gemeindeedikt wurde Eichen dem 1812 gebildeten Steuerdistrikt Pettendorf und der im gleichen Jahr gebildeten Ruralgemeinde Creez zugewiesen. Am 1. April 1971 wurde Eichen im Zuge der Gebietsreform in Bayern in die Gemeinde Hummeltal eingegliedert.

### Einwohnerentwicklung
| Jahr      | 001822 | 001861 | 001871 | 001885 | 001900 | 001925 | 001950 | 001961 | 001970 | 001987 | 002019 |
| Einwohner | 5      | †      | 7      | 11     | 6      | 10     | 10     | 10     | 5      | *      | *      |
| Häuser    | 2      |        |        | 2      | 2      | 2      | 1      | 2      |        | *      |        |
| Quelle    | [ 5 ]  | [ 8 ]  | [ 9 ]  | [ 10 ] | [ 11 ] | [ 12 ] | [ 13 ] | [ 14 ] | [ 15 ] | [ 16 ] | [ 17 ] |

## Religion
Eichen ist evangelisch-lutherisch geprägt und war ursprünglich nach St. Bartholomäus (Mistelgau) gepfarrt. Seit der zweiten Hälfte des 20. Jahrhunderts ist die Pfarrei Friedenskirche (Hummeltal) zuständig.